# الکساندر کوخ (شمشیرباز)
الکساندر کوخ (آلمانی: Alexander Koch؛ زادهٔ ۲۲ فوریهٔ ۱۹۶۹) شمشیرباز اهل آلمان بود.
وی در مسابقات کشوری و بین‌المللی در مجموع برندهٔ ۱ مدال طلا شده‌است.